# 紀元前441年
紀元前441年（きげんぜん441ねん）は、ローマ暦の年である。
当時は、「ガイウス・フリウス・パキルス・フススとマルクス・パピリウス・クラッススが共和政ローマ執政官に就任した年」として知られていた（もしくは、それほど使われてはいないが、ローマ建国紀元331年）。紀年法として西暦（キリスト紀元）がヨーロッパで広く普及した中世時代初期以降、この年は紀元前441年と表記されるのが一般的となった。

## 他の紀年法
- 干支 : 庚子
- 日本
  - 皇紀220年
  - 孝昭天皇35年
- 中国
  - 周 - 貞定王28年
  - 秦 - 躁公2年
  - 晋 - 哀公11年
  - 楚 - 恵王48年
  - 斉 - 宣公15年
  - 燕 - 成公14年
  - 趙 - 襄子35年
  - 魏 - 文侯5年
- 朝鮮
  - 檀紀1893年
- ベトナム :
- 仏滅紀元 : 104年
- ユダヤ暦 : 3320年 - 3321年

## できごと

### 中国
- 哀王が周の王となったが、年が終わる前に死亡し、思王が後を継いだ。

### 文学
- 古代ギリシアの劇作家エウリピデスが演劇祭で初めて優勝した。
- 古代ギリシアの劇作家ソポクレスが『アンティゴネー』を書いた。

## 死去
- 哀王:周の王